# Xirivella
|  | Per a altres significats, vegeu «Ascensión Xirivella Marín». |

Xirivella és un municipi del País Valencià a la comarca de l'Horta Sud. Limita amb Alaquàs, Aldaia, Quart de Poblet, Mislata, Picanya i la ciutat de València.

## Geografia
Xirivella és a l'Horta de València, a l'oest de la capital. El clima és mediterrani. La seua situació en el Pla de Quart li confereix un relleu pla i molt apte per a l'agricultura. Originàriament, el riu Túria no banyava el seu terme municipal i la seva horta era banyada per la Séquia de Faitanar, la qual continua en funcionament. Després de la riuada del 1957, es va modificar la llera del riu Túria i es va construir la nova llera mitjançant el projecte “Pla Sud”. A partir de llavors, Xirivella va veure dividit el seu territori en dues parts: l'una apegada a València ciutat, a l'est, i el gruix del terme municipal, a l'oest.
N'hi ha dos nuclis: el de Xirivella, pròpiament dit, i el barri de la Llum.

## Història
Les restes arqueològiques més antigues de la població són probablement d’època romana, segons es deduïx d'algunes peces trobades en la desapareguda Alqueria de Castillo, a l'Horta de Xirivella. El Servei de Recerca Prehistòrica de València (SIP) ha identificat recentment un capitell de columna romana, i també l'existència de restes de teules romanes (tegulae), un fragment de peça de teler (pondus) troncopiramidal i restes d'una antiga conducció d'aigua realitzada en formigó (opus caementicium). No obstant això, els orígens del municipi són encara incerts. Estes peces es poden contemplar al jardí del poliesportiu municipal.
Pertanyen al període d'assentament musulmà (segle viii), a més de la séquia de Xirivella, l'arc de mig punt de la Closa.
L'ocupació cristiana arribà l'any 1238 en la persona del lloctinent de Jaume el Conqueridor, Hug de Fullaquer, comanador d'Alcanyís i vicemestre de l'Orde de Calatrava, que va prendre possessió del senyoriu per cessió reial. Els colons pagaven als de Calatrava l'arrendament i els delmes. En el Llibre del repartiment se la cita repetidament al llarg del 1238.
Els Calatrava prompte van construir els principals edificis administratius i religiosos, com la Casa del Delme —fins fa unes dècades podia contemplar-se a la plaça de l'Església— i la primera parròquia, d'estil gòtic. El temple, que tingué com a primera advocació a Santa Maria, s'articulava en una sola nau, amb una superfície de prop de 130 metres quadrats.
El 16 d'agost del 1238, Jaume el Just va autoritzar la pignoració que per onze anys feien els de l'orde a favor de Pere de Boïl i Castellar i la seua muller, Caterina Díez. Eixa pignoració anà renovant-se tàcitament fins que el papa Climent donà definitivament el senyoriu als Boïl. Durant el segle xiv, va residir-hi, amb la seua dona Valençona Castell, Ramon Muntaner, on va començar a escriure La Crònica, obra cabdal de l'autor i de les lletres medievals. En les Germanies, alguns llauradors del poble s'uniren als agermanats.
L'any 1609 Felip III decretava l'expulsió dels moriscs d'Espanya. La seua eixida va provocar que moltes localitats de l'Horta quedaren quasi o totalment deshabitades. Tot i que Mislata, Alaquàs, Manises o Paterna van patir estralls, a Xirivella no hi havia població morisca i, per tant, el decret d'expulsió no va alterar les bases demogràfiques del municipi.
En 1811, passa a senyoriu del Marqués de Llanera i, el 1814, el Marqués de Dosaigües obtingué part del senyoriu. En 1837, en virtut de la posada en vigor de la Llei sobre l'Abolició del Règim Senyorial, Xirivella deixà d'estar sota administració senyorial. El 1812, a punt estigué de caure presoner a Xirivella el mariscal francés Louis Gabriel Suchet en la seua ocupació de la vila. Durant la guerra, hi tingué lloc una insurrecció cantonalista.
A principis del segle xx, la majoria dels llauradors de Xirivella eren menuts arrendataris de propietaris generalment residents a València. El cas més assenyalat era Salvador Castillo, propietari de 163 hectàrees de terres a Xirivella, una quarta part del terme municipal. Els Castillo posseïen l'Alqueria de Castillo, on es construiria un dels polígons industrials del poble.
El 29 d'octubre de 2024, el municipi es va veure afectat per un episodi greu de gota freda.

## Demografia
La taula següent arreplega les dades de població absoluta registrades al municipi de Xirivella al llarg de tota la sèrie estadística:
La situació geogràfica de Xirivella, prop de València i dels polígons industrials del Pla de Quart, a més del mateix desenvolupament industrial local, provocaren una expansió demogràfica a partir dels 1950, basada en la immigració de persones de Castella-la Manxa, Andalusia i Aragó.
Amb data de 2024, Xirivella tenia 31.745 habitants (INE).
| any  | habitants |
| ---- | --------- |
| 1857 | 1.374     |
| 1900 | 1.325     |
| 1910 | 1.429     |
| 1920 | 1.655     |
| 1930 | 1.727     |
| 1940 | 2.413     |
| 1950 | 2.981     |
| 1960 | 4.707     |
| 1970 | 9.250     |
| 1981 | 20.063    |
| 1991 | 24.124    |
| 2000 | 26.103    |
| 2010 | 26.053    |
| 2020 | 30.910    |
| 2023 | 30.197    |

## Economia
La conurbació amb València dona una economia basada, com la de les grans urbs, en la indústria i els serveis, que atrauen una forta immigració. Malgrat tot, encara s'hi cultiven creïlles, dacsa, cebes i cítrics.
Malgrat l'existència anterior d'algunes petites activitats industrials (elaboració de botifarres, ventalls), la indústria es desenvolupà fonamentalment a partir dels 1950. S'hi establiren empreses del tèxtil, com la desapareguda Feycu, la qual marcava el ritme de la vida de bona part del poble.

## Política i govern

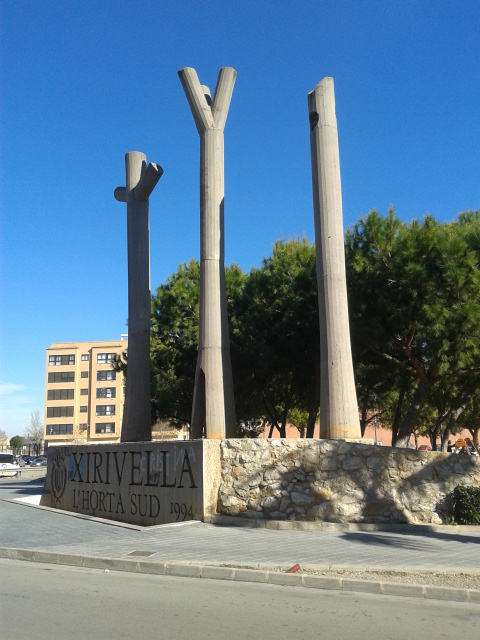
Monument d'entrada a Xirivella, representant des de l'esquerra, una creu de terme, un cóp per collir figues i una dolçaina

### Composició de la Corporació Municipal
El Ple de l'Ajuntament està format per 21 regidors. En les eleccions municipals de 28 de maig de 2023 foren elegits 9 regidors del Partit Socialista del País Valencià (PSPV-PSOE), 9 del Partit Popular (PP), 2 de VOX i 1 de Compromís per Xirivella.
| Eleccions municipals de 28 de maig de 2023 - Xirivella                                                                          |                                          |                                     |                                     |         |          |          |
| Candidatura | Candidatura                              | Candidatura                         | Cap de llista                       | Vots    | Vots     | Regidors |
| | Partit Socialista del País Valencià-PSOE |                                     | Michel Montaner Berbel              | 5.244   | 37,08%   | 9 ()     |
| | Partit Popular                           |                                     | Paqui Bartual Bermell               | 5.102   | 36,08%   | 9 (+2)   |
| | Vox                                      |                                     | Santos Santiago Garrido             | 1.362   | 9,63%    | 2 (+2)   |
| | Compromís per Xirivella                  |                                     | Ricard Barberà Guillem              | 1.059   | 7,48%    | 1 (-1)   |
| | Altres candidatures                      |                                     |                                     | 1.236   | 8.73%    | 0 ( -2)  |
| | Vots en blanc                            |                                     |                                     | 138     | 0,97%    |          |
| Total vots vàlids i regidors | Total vots vàlids i regidors             | Total vots vàlids i regidors        | Total vots vàlids i regidors        | 12.922  | 100 %    | 21       |
| | Vots nuls                                | Vots nuls                           | Vots nuls                           | 157     | 1,09%    |          |
| Participació (vots vàlids més nuls)                                                                                             | Participació (vots vàlids més nuls)      | Participació (vots vàlids més nuls) | Participació (vots vàlids més nuls) | 14.298  | 66,71%** |          |
| Abstenció | Abstenció                                | Abstenció                           | Abstenció                           | 7.133*  | 33,28%** |          |
| Total cens electoral | Total cens electoral                     | Total cens electoral                | Total cens electoral                | 21.431* | 100 %**  |          |
| Alcalde: Paqui Bartual Bermell (PPCV) (17/06/2019) Per majoria absoluta dels vots dels regidors (11 vots: 9 de PPCV i 2 de Vox) |                                          |                                     |                                     |         |          |          |
| Fonts: JEC, (* No són vots sinó electors. ** Percentatge respecte del cens electoral.)                                          |                                          |                                     |                                     |         |          |          |

### Alcaldes
Des de 2023 l'alcaldessa de Xirivella és Paqui Bartual Bermell, de PPCV.
| Període                       | Alcalde o alcaldessa                                   | Partit polític      | Data de possessió     | Observacions         |
| ----------------------------- | ------------------------------------------------------ | ------------------- | --------------------- | -------------------- |
| 1979–1983                     | José Vicente Català Pastor                             | PSPV-PSOE           | 19/04/1979            | --                   |
| 1983–1987                     | Santiago M. Clariana Gaspar                            | PSPV-PSOE           | 28/05/1983            | --                   |
| 1987–1991                     | Juan José Teruel Morales                               | PIX                 | 30/06/1987            | --                   |
| 1991–1995                     | Josep Antoni Santamaria                                | PSPV-PSOE           | 15/06/1991            | --                   |
| 1995–1999                     | Josep Antoni Santamaria                                | PSPV-PSOE           | 17/06/1995            | --                   |
| 1999–2003                     | Josep Antoni Santamaria                                | PSPV-PSOE           | 03/07/1999            | --                   |
| 2003–2007                     | Josep Antoni Santamaria Josep Carmelo Soriano Martínez | PSPV-PSOE           | 14/06/2003 03/04/2004 | Dimissió/renúncia -- |
| 2007–2011                     | Josep Carmelo Soriano Martínez                         | PSPV-PSOE           | 16/06/2007            | --                   |
| 2011–2015                     | Enrique Ortí Ferre                                     | PP                  | 11/06/2011            | --                   |
| 2015–2019                     | Michel Montaner Berbel Ricard Barberà Guillem          | PSPV-PSOE Compromís | 24/05/2015 24/06/2017 | Pacte de govern      |
| 2019-2023                     | Michel Montaner Berbel                                 | PSPV-PSOE           | 15/06/2019            | --                   |
| Des de 2023                   | Paqui Bartual Bermell                                  | PP                  | 17/06/2023            | --                   |
| Fonts: Generalitat Valenciana |                                                        |                     |                       |                      |

## Monuments

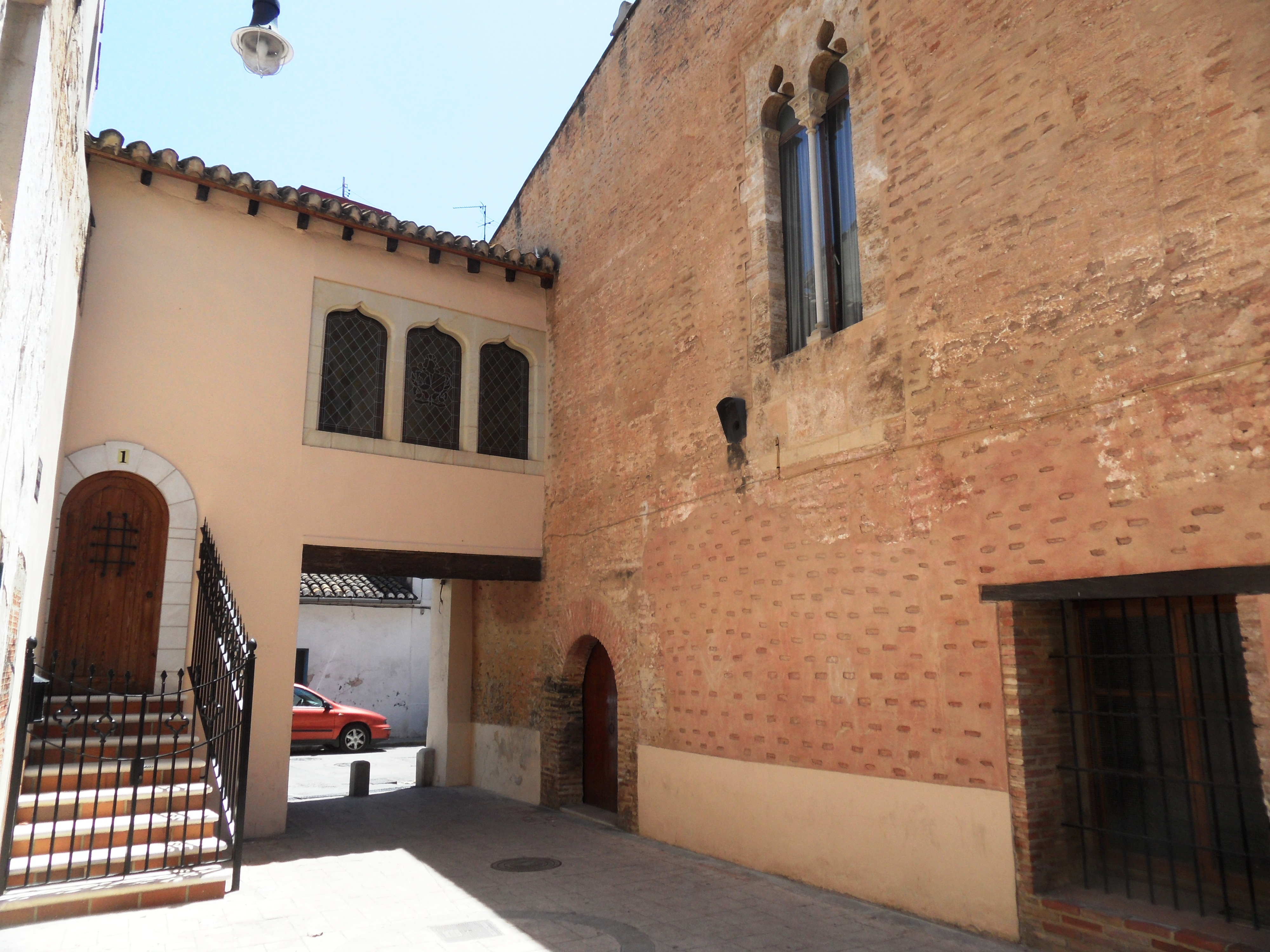
La Closa

- Casa del Dau (casa gòtica del segle xiii).
- Casa del Déu o del Delme (d'altres en diuen de Déu), era el lloc on els xirivellers i xirivelleres pagaven a l'orde de Calatrava els arrendaments i el delme, la desena part del valor de la collita, aquest tribut es pagava en una casa situada a la plaça de l'Església.[11]
- Ermita de la Salut.
- Església parroquial de la Mare de Déu de la Salut.
- Església de Sant Francesc de Paula.
- Església de Sant Ramon Nonat.
- Església de Sant Vicent Ferrer.
- La Closa, antigament cal tio Manet, és la casa que resta d'una antiga finca de secà a la partida de la Closa; és probable que fora una vila romana, de la qual es conserva un celler i una porta d’arc de mig punt d'època àrab.[11]

## Cultura
Xirivella té una intensa activitat cultural, tant pública com privada. Existeixen a la localitat una banda de música anomenada Cercle Instructiu Musical de Xirivella, una Escola Municipal de Música, una escola coral denominada Andarella amb diversos cors, depenent de les edats.
Destaca a Xirivella la Mostra Internacional de Pallassos que s'ha consolidat com la manifestació cultural més important de la localitat i s'ha constituït com a referència en l'àmbit nacional, declarada Festa d'interés turístic del País Valencià. S'organitza des de la Casa de Cultura la primera quinzena de novembre de cada any.
L'ajuntament atorga el Premi Xirivella als seus ciutadans i associacions més destacats des del 2006. Hi ha tres categories, individuals, associacions i empreses. Els premiats reben l'escut de la ciutat a una cerimònia celebrada a la casa consistorial. El 2010 el guardó va ser per Casa Toribio, entre d'altres.

## Festes i celebracions[18]
- Falles. Igual que a València i altres localitats valencianes properes, celebra la festa de les Falles entre els dies 15 i 19 de març.
- Sant Vicent Ferrer.
- Festes Majors. Celebra les seues festes patronals en la primera quinzena de setembre a la Mare de Déu de la Salut i al Crist de la Llum. La nit del dia 7 de setembre se celebra la Nit de les figues, en què la gent sopa i gaudeix de la festa al carrer tota la nit.

## Fills il·lustres
- Marià Ferrandis i Agulló (València, 1887 - Xirivella, 1924) periodista i polític valencià.[19]
- Concha Criado Máñez (Bunyol, 1898 -) primera metgessa amb plaça de titular a un municipi espanyol.[20]
- Ramon Sáez Marzo (Utiel, 1940 - 2013) ciclista valencià[21]
- Manuel Miguel Bustamante Bautista (Xirivella, 1954) polític valencià d'ètnia gitana.[22]
- Josep Antoni Santamaría i Mateo (Xirivella, 1957) polític valencià.
- Rafael Serrallet i Gómez (14 de juliol de 1971) guitarrista clàssic.[23]
- Néstor Albiach Roger (Xirivella, 18 d'agost de 1992) futbolista valencià.[24]